# Biegi narciarskie na Zimowych Igrzyskach Olimpijskich Młodzieży 2012 – sztafeta mieszana z biathlonem
Sztafeta mieszana z biathlonem została rozegrana 21 stycznia na trasach w Seefeld. Do startu przystąpiły 24 drużyny narodowe w składzie dwie dziewczyny i dwaj chłopcy. Młodzieżowymi mistrzami olimpijskimi została ekipa Niemiec, srebro wywalczyła drużyna Rosji, natomiast brąz przypadł Amerykanom.

## Wyniki
| Pozycja | Nr | Kraj                                                                                                  | Pudła (L+S)                 | Czas                                      | Strata    |
| ------- | -- | --- | --------------------------- | ----------------------------------------- | --------- |
|         | 19 | Niemcy · Franziska Preuß · Victoria Carl · Maximilian Janke · Christian Stiebritz                     | 1+3 0+3 0+0 0+1 - 1+3 0+2 - | 1:04.23.4 18.16.8 10.23.9 23.06.3 12.36.4 | 0,0       |
|         | 8  | Rosja · Uljana Kajszewa · Anastasija Siedowa · Iwan Gałuszkin · Aleksandr Sieljanow                   | 1+4 1+5 1+3 1+3 - 0+1 0+2 - | 1:05.22.5 20.49.0 9.57.9 22.34.8 12.00.8  | + 59.1    |
|         | 12 | Stany Zjednoczone · Anna Kubek · Heather Mooney · Sean Doherty · Patrick Caldwell                     | 0+2 0+3 0+1 0+2 - 0+1 0+1 - | 1:05.23.0 20.27.1 11.09.3 21.29.6 12.17.0 | + 59.6    |
| 4       | 15 | Szwajcaria · Aita Gasparin · Nadine Fähndrich · Kenneth Schöpfer · Jason Rüesch                       | 0+4 0+1 0+2 0+1 - 0+2 0+0 - | 1:05.36.0 19.54.8 10.49.7 22.46.3 12.05.2 | + 1.12.6  |
| 5       | 14 | Francja · Léa Ducordeau · Constance Vulliet · Fabien Claude · Thomas Chambellant                      | 0+2 0+3 0+1 0+2 - 0+1 0+1 - | 1:06.01.9 19.58.4 11.46.4 21.40.1 12.37.0 | + 1.38.5  |
| 6       | 5  | Szwecja · Lotten Sjoden · Jonna Sundling · Niklas Forsberg · Marcus Ruus                              | 0+4 0+5 0+2 0+3 - 0+2 0+2 - | 1:06.07.9 20.31.9 10.41.8 22.31.1 12.23.1 | + 1.44.5  |
| 7       | 16 | Austria · Julia Reisinger · Lisa Unterweger · Michael Pfeffer · Alexander Gotthalmseder               | 0+1 2+4 0+0 0+1 - 0+1 2+3 - | 1:06.22.9 19.49.5 10.46.5 23.02.0 12.44.9 | + 1.59.5  |
| 8       | 6  | Estonia · Meril Beilmann · Kelly Vainlo · Rene Zahkna · Andreas Veerpalu                              | 0+2 0+2 0+1 0+1 - 0+1 0+1 - | 1:06.37.7 20.32.6 11.40.2 21.43.6 12.41.3 | + 2.14.3  |
| 9       | 18 | Norwegia · Kristin Sandeggen · Silje Theodorsen · Kristian Andre Aalerud · Chrisander Skjønberg Holth | 3+3 0+3 0+0 0+2 - 3+3 0+1 - | 1:06.46.2 20.00.0 10.30.4 23.40.5 12.35.3 | + 2.22.8  |
| 10      | 11 | Kazachstan · Galina Wisznewska · Aleksandra Kun · Rusłan Biesow · Siergiej Małyszew                   | 2+4 2+4 2+3 0+1 - 0+1 2+3 - | 1:06.47.8 19.53.1 11.34.1 23.35.5 11.45.1 | + 2.24.4  |
| 11      | 17 | Włochy · Lisa Vittozzi · Alice Canclini · Xavier Guidetti · Manuel Perotti                            | 0+4 0+3 0+2 0+2 - 0+2 0+1 - | 1:07.05.7 20.29.4 11.19.5 22.34.0 12.42.8 | + 2.42.3  |
| 12      | 3  | Czechy · Jessica Jislová · Petra Hynčicová · Adam Václavík · Petr Knop                                | 0+2 3+6 0+0 1+3 - 0+2 2+3 - | 1:07.34.5 20.31.5 11.16.3 23.28.4 12.18.3 | + 3.11.1  |
| 13      | 4  | Kanada · Danielle Vrielink · Maya Macisaac-Jones · Stuart Harden · Matthew Saurette                   | 0+1 0+3 0+1 0+0 - 0+0 0+3 - | 1:08.10.9 20.43.2 11.08.6 23.18.9 13.00.2 | + 3.47.5  |
| 14      | 23 | Ukraina · Anastasija Merkuszyna · Oksana Szatałowa · Maksym Iwko · Ołeksij Krasowski                  | 2+4 2+6 0+1 1+3 - 2+3 1+3 - | 1:08.48.9 20.15.3 11.06.2 24.44.0 12.43.4 | + 4.25.5  |
| 15      | 21 | Białoruś · Ludmiła Kiaura · Ina Łukonina · Wiktar Krjuko · Maksim Hardzias                            | 0+3 1+5 0+1 1+3 - 0+2 0+2 - | 1:09.32.7 22.22.6 11.14.8 22.28.7 13.26.6 | + 5.09.3  |
| 16      | 1  | Słowenia · Eva Urevc · Anamarija Lampić · Miha Dovžan · Miha Simenć                                   | 1+5 3+4 1+3 3+3 - 0+2 0+1 - | 1:10.10.0 22.46.1 10.42.0 23.30.2 13.11.7 | + 5.46.6  |
| 17      | 22 | Słowacja · Ivona Fialková · Barbora Klementová · Ondrej Kosztolányi · Andrej Segeč                    | 0+4 1+6 0+1 1+3 - 0+3 0+3 - | 1:10.14.7 22.20.5 10.55.5 24.20.8 12.37.9 | + 5.51.3  |
| 18      | 20 | Polska · Beata Lassak · Urszula Łętocha · Jakub Topór · Dawid Bril                                    | 0+2 4+4 0+1 4+3 - 0+1 0+1 - | 1:11.40.6 23.30.6 11.29.2 23.46.2 12.54.6 | + 7.17.2  |
| 19      | 7  | Finlandia · Jenny Ingman · Katri Lylynperä · Antti Repo · Joonas Sarkkinen                            | 1+6 4+4 1+3 4+3 - 0+3 0+1 - | 1:12.28.6 24.55.0 11.03.5 23.56.2 12.33.9 | + 8.05.2  |
| 20      | 10 | Bułgaria · Mariela Georgiewa · Kamelija Iliewa · Radosław Pałewski · Simeon Dejanow                   | 4+6 0+5 3+3 0+3 - 1+3 0+2 - | 1:14.00.5 23.47.6 11.59.0 25.18.5 12.55.4 | + 9.37.1  |
| 21      | 2  | Rumunia · Iulia Ioana Tigani · Simona Ungureanu · Marius Petru Ungureanu · Florin Daniel Pripici      | 2+6 0+4 1+3 0+2 - 1+3 0+2 - | 1:14.33.5 23.47.1 11.59.9 25.51.9 12.54.6 | + 10.10.1 |
| 22      | 24 | Litwa · Gaudvilė Nalivaikaitė · Kristina Kazlauskaitė · Arnoldas Mikelkevičius · Jaunius Drūsys       | 2+4 1+5 2+3 0+2 - 0+1 1+3 - | 1:14.57.8 24.32.0 11.46.5 24.55.3 13.44.0 | + 10.34.4 |
| 23      | 13 | Łotwa · Gunita Gaile · Zane Eglīte · Linards Zēmelis · Arnis Pētersons                                | 0+3 0+3 0+2 0+2 - 0+1 0+1 - | 1:17.29.0 25.15.8 13.54.3 24.31.3 13.47.6 | + 13.05.6 |
| 24      | 9  | Korea Południowa · Jang Ji-yeon · Lee Yeong-ae · Choi Du-jin · Ji Won                                 | 4+6 3+6 1+3 2+3 - 3+3 1+3 - | 1:20.14.2 25.32.4 12.14.8 27.59.8 14.27.2 | + 15.50.8 |